# Michael Carter-Williams
Pour les articles homonymes, voir Carter et Williams.
Michael Carter-Williams (parfois appelé MCW), né le 10 octobre 1991 à Hamilton dans l'État du Massachusetts, est un joueur américain de basket-ball. Il mesure 1,95 m et évolue au poste de meneur voire d'arrière. Lors de sa première saison en NBA, il obtient le titre de NBA Rookie of the Year, meilleur débutant de l'année, en 2014.

## Carrière

### Carrière universitaire
Michael Carter-Williams joue pour la première fois dans le championnat américain universitaire, en NCAA, pendant la saison 2011-2012 dans l'équipe des Orange de Syracuse. Lors de cette première saison, il joue peu (10,3 minutes par match en moyenne) et ses statistiques sont modestes (2 passes décisives et 3 points en moyenne).
Carter-Williams devient titulaire de l'Orange de Syracuse pour la saison 2012-2013. Sur la saison il marque en moyenne 11 points pour 35 minutes jouées par match. Il totalise pour cette saison 291 passes décisives et 109 interceptions, ce qui constitue le record national de la saison. Il fait en moyenne 2,78 interceptions par match, quatrième meilleure moyenne nationale, et 7,3 passes décisives par match, cinquième meilleure moyenne.

### Carrière en NBA

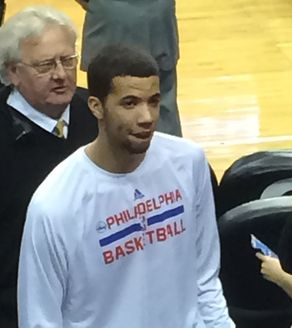
Michael Carter-Williams avec les 76ers

#### 76ers de Philadelphie (2013-février 2015)
Carter-Williams est sélectionné lors du premier tour de la Draft 2013 de la NBA en onzième position par les 76ers de Philadelphie.
Pour son premier match en NBA, face au champion, le Heat de Miami, il marque 22 points, fait 12 passes décisives et 9 interceptions et prend 7 rebonds. Avec ses 9 interceptions, il établit le record du nombre d'interceptions pour un premier match en NBA. Puis il enchaine les bonnes performances : à Washington avec 26 points, 6 passes décisives et 5 rebonds et contre les Bulls de Chicago avec 26 points, 10 passes décisives et 3 interceptions. Celles-ci permettent aux Sixers de Philadelphie d'avoir un bilan de 3-0, inespéré avant le début de saison. Le 4 novembre 2013, il est élu joueur de la semaine en NBA pour la Conférence Est lors de sa première semaine dans la ligue, une première pour un rookie depuis Shaquille O'Neal en 1992. Carter-Williams est nommé rookie du mois de la conférence Est pour le mois de novembre.
En décembre, il réalise son premier triple-double en NBA, avec 27 points, 12 rebonds et 10 passes décisives, dans une victoire en double prolongation face au Magic d'Orlando. Dans cette rencontre, Victor Oladipo qui défend sur Carter-Williams réussit aussi un triple-double. C'est la première fois de l'histoire de la NBA que deux rookies réussissent un triple-double lors de la même rencontre. Carter-Willams est ensuite nommé rookie du mois de janvier dans la conférence Est. En mars, Carter-Williams réalise un triple-double (23 points, 13 rebonds et 10 passes décisives) face aux Knicks de New York. Il est de nouveau nommé rookie du mois. Le 3 mai 2014, il est élu
NBA Rookie of the Year,, avec des moyennes de 16,7 points, 6,2 rebonds, 6,3 passes décisives et 1,9 interception par match, devenant le troisième rookie de l'histoire de la NBA à dominer sa promotion aux points, rebonds et passes décisives après Oscar Robertson et Alvan Adams,.

#### Bucks de Milwaukee (février 2015-octobre 2016)
Le 19 février 2015, après une courte saison à Philadelphie, il est transféré aux Bucks de Milwaukee dans un échange entre trois équipes. Ses statistiques étaient alors de 15 points, 6,2 rebonds et 7,4 passes décisives par match.
En mars 2016, blessé à la hanche, il choisit de se faire opérer et de mettre un terme à sa saison.

#### Bulls de Chicago (octobre 2016-juillet 2017)
En octobre 2016, Carter-Williams est échangé contre Tony Snell et part jouer aux Bulls de Chicago.

#### De clubs en clubs
Carter-Williams joue la saison 2017-2018 avec les Hornets de Charlotte. Il se blesse à l'épaule gauche en mars ce qui met un terme à sa saison. Il rejoint les Rockets de Houston en juillet 2018. Il est peu utilisé par les Rockets et en janvier 2019, Carter-Williams est envoyé aux Bulls contre de l'argent et un choix de la draft 2020. Il est immédiatement coupé par les Bulls.

#### Magic d'Orlando
En mars, MCW rejoint le Magic d'Orlando avec lequel il signe un contrat de 10 jours. Le 25 mars 2019, il signe un second contrat de 10 jours avec le Magic d'Orlando. Le 4 avril 2019, il signe jusqu'à la fin de la saison avec le Magic d'Orlando.
À l'intersaison 2019, il re-signe avec le Magic pour une saison. À l'intersaison suivante, il re-signe une nouvelle fois avec le Magic.
En février 2022, il est coupé.
Carter-Williams revient au Magic en février 2023. Il y signe un contrat sur deux saisons.

## Palmarès
- NBA Rookie Of The Year en 2013-2014.
- NBA All-Rookie First Team en 2013-2014 (à l'unanimité des votants).
- Joueur de la semaine de la Conférence Est (4 novembre 2013)[5].
- 4 fois Rookie du mois de la Conférence Est (novembre 2013, janvier, mars et avril 2014).

## Statistiques

### Universitaires
| Saison    | Équipe   | Matchs | Titul. | Min./m | % Tir | % 3pts | % LF | Rbds/m. | Pass/m. | Int/m. | Ctr/m. | Pts/m. |
| --------- | -------- | ------ | ------ | ------ | ----- | ------ | ---- | ------- | ------- | ------ | ------ | ------ |
| 2011-2012 | Syracuse | 26     | 0      | 10,3   | 43,1  | 38,9   | 56,5 | 1,46    | 2,08    | 0,65   | 0,38   | 2,69   |
| 2012-2013 | Syracuse | 40     | 40     | 35,2   | 39,3  | 29,4   | 69,4 | 4,88    | 7,28    | 2,77   | 0,47   | 11,85  |
| Carrière  | Carrière | 66     | 40     | 25,4   | 39,8  | 30,7   | 67,9 | 3,53    | 5,23    | 1,94   | 0,44   | 8,24   |

### Professionnelles
Légende :
| Recrue de l'année (Rookie of the Year) |

gras = ses meilleures performances
Les tableaux suivants présentent les statistiques individuelles de Michael Carter-Williams pendant sa carrière professionnelle

#### Saison régulière
| Saison    | Équipe       | Matchs | Titul. | Min./m | % Tir | % 3pts | % LF | Rbds/m. | Pass/m. | Int/m. | Ctr/m. | Pts/m. |
| --------- | ------------ | ------ | ------ | ------ | ----- | ------ | ---- | ------- | ------- | ------ | ------ | ------ |
| 2013-2014 | Philadelphie | 70     | 70     | 34,5   | 40,5  | 26,4   | 70,3 | 6,24    | 6,30    | 1,86   | 0,61   | 16,67  |
| 2014-2015 | Philadelphie | 41     | 38     | 33,9   | 38,0  | 25,6   | 64,3 | 6,20    | 7,37    | 1,46   | 0,44   | 14,95  |
| 2014-2015 | Milwaukee    | 25     | 25     | 30,3   | 42,9  | 14,3   | 78,0 | 3,96    | 5,60    | 2,04   | 0,48   | 14,12  |
| 2015-2016 | Milwaukee    | 54     | 37     | 30,5   | 45,2  | 27,3   | 65,4 | 5,11    | 5,20    | 1,48   | 0,76   | 11,54  |
| 2016-2017 | Chicago      | 45     | 19     | 18,8   | 36,6  | 23,4   | 75,3 | 3,38    | 2,51    | 0,84   | 0,53   | 6,60   |
| 2017-2018 | Charlotte    | 52     | 2      | 16,1   | 33,2  | 23,7   | 82,0 | 2,65    | 2,23    | 0,85   | 0,44   | 4,60   |
| 2018-2019 | Houston      | 16     | 1      | 9,0    | 41,0  | 36,8   | 46,2 | 0,81    | 1,31    | 0,56   | 0,38   | 4,31   |
| 2018-2019 | Orlando      | 12     | 0      | 18,9   | 33,9  | 15,8   | 74,1 | 4,75    | 4,08    | 0,92   | 0,75   | 5,42   |
| 2019-2020 | Orlando      | 45     | 0      | 18,5   | 42,7  | 29,3   | 83,2 | 3,27    | 2,42    | 1,09   | 0,49   | 7,18   |
| 2020-2021 | Orlando      | 31     | 25     | 25,8   | 38,9  | 24,6   | 61,3 | 4,48    | 4,16    | 0,81   | 0,55   | 8,84   |
| 2022-2023 | Orlando      | 4      | 0      | 11,1   | 42,9  | 33,3   | 57,1 | 1,25    | 1,75    | 0,25   | 0,25   | 4,25   |
| Carrière  | Carrière     | 395    | 217    | 25,2   | 40,2  | 25,6   | 70,5 | 4,35    | 4,32    | 1,26   | 0,54   | 10,23  |

Dernière mise à jour le 12 août 2023.

#### Playoffs
| Saison   | Équipe    | Matchs | Titul. | Min./m | % Tir | % 3pts | % LF | Rbds/m. | Pass/m. | Int/m. | Ctr/m. | Pts/m. |
| -------- | --------- | ------ | ------ | ------ | ----- | ------ | ---- | ------- | ------- | ------ | ------ | ------ |
| 2015     | Milwaukee | 6      | 6      | 31,8   | 42,3  | 0,0    | 58,3 | 4,50    | 4,83    | 1,17   | 1,00   | 12,17  |
| 2017     | Chicago   | 5      | 0      | 10,5   | 40,0  | 0,0    | 50,0 | 0,80    | 1,20    | 0,40   | 0,20   | 2,80   |
| 2019     | Orlando   | 5      | 0      | 18,5   | 38,7  | 25,0   | 87,5 | 4,00    | 2,40    | 0,60   | 0,00   | 6,60   |
| Carrière | Carrière  | 16     | 6      | 21,0   | 41,1  | 14,3   | 66,7 | 3,19    | 2,94    | 0,75   | 0,44   | 7,50   |

Dernière mise à jour au terme de la saison 2019-2020.

## Records sur une rencontre en NBA
Les records personnels de Michael Carter-Williams en NBA sont les suivants, :
| Type de statistique        | Saison régulière | Saison régulière         | Saison régulière | Playoffs | Playoffs             | Playoffs      |
| Type de statistique        | Record           | Adversaire               | Date             | Record   | Adversaire           | Date          |
| -------------------------- | ---------------- | ------------------------ | ---------------- | -------- | -------------------- | ------------- |
| Points                     | 33               | @ Cavaliers de Cleveland | 7 janvier 2014   | 22       | @ Bulls de Chicago   | 27 avril 2015 |
| Paniers marqués            | 13               | 3 fois                   | 3 fois           | 10       | @ Bulls de Chicago   | 27 avril 2015 |
| Paniers tentés             | 28               | @ Suns de Phoenix        | 28 décembre 2013 | 21       | Bulls de Chicago     | 23 avril 2015 |
| Paniers à 3 points réussis | 4                | Heat de Miami            | 30 octobre 2013  | 2        | @ Raptors de Toronto | 13 avril 2019 |
| Paniers à 3 points tentés  | 8                | 2 fois                   | 2 fois           | 3        | 2 fois               | 2 fois        |
| Lancers francs réussis     | 12               | @ Pacers de l'Indiana    | 12 mars 2015     | 7        | @ Raptors de Toronto | 23 avril 2019 |
| Lancers francs tentés      | 15               | @ Pacers de l'Indiana    | 12 mars 2015     | 7        | @ Raptors de Toronto | 23 avril 2019 |
| Rebonds offensifs          | 7                | Magic d'Orlando          | 3 décembre 2013  | 2        | @ Raptors de Toronto | 16 avril 2019 |
| Rebonds défensifs          | 13               | Celtics de Boston        | 14 avril 2014    | 8        | @ Bulls de Chicago   | 27 avril 2015 |
| Rebonds totaux             | 14               | Celtics de Boston        | 14 avril 2014    | 9        | @ Raptors de Toronto | 16 avril 2019 |
| Passes décisives           | 16               | Mavericks de Dallas      | 29 novembre 2014 | 9        | 2 fois               | 2 fois        |
| Interceptions              | 9                | Heat de Miami            | 30 octobre 2013  | 2        | 3 fois               | 3 fois        |
| Contres                    | 3                | 11 fois                  | 11 fois          | 3        | @ Bulls de Chicago   | 27 avril 2015 |
| Balles perdues             | 9                | @ Hawks d'Atlanta        | 10 décembre 2014 | 4        | 2 fois               | 2 fois        |
| Minutes jouées             | 49               | @ Cavaliers de Cleveland | 9 novembre 2013  | 43       | Bulls de Chicago     | 23 avril 2015 |

- Double-double : 33
- Triple-double : 5

Dernière mise à jour : 13 février 2021

## Sa vie hors du basket-ball

### Vie privée
Il est le fils de Earl et Rosa Williams, il a deux frères et une sœur.

### Fait divers
- Michael Carter-Williams a été arrêté par la sécurité du magasin Lord & Taylor pour avoir essayé de voler un peignoir et des gants dans un sac a dos. Il a payé une amende de 500 $ au magasin afin de régler ce délit[25].